# Hořánek
Hořánek (265 m n. m.) je vrch v okrese Pardubice Pardubického kraje. Leží asi 2 km jižně od obce Dolní Ředice, vrcholem na jejím katastrálním území, východní částí na území obce Horní Ředice.

## Geomorfologické zařazení
Geomorfologicky vrch náleží do celku Východolabská tabule, podcelku Pardubická kotlina a okrsku Holická tabule.